# 往相回向
往相回向（おうそうえこう）とは、浄土真宗の重要な教義で、還相回向（げんそうえこう）に対する言葉である。中国の曇鸞の主著『浄土論註（往生論註）』のなかに、
自分の行じた善行功徳をもって他の人に及ぼし、自分と他人と一緒に弥陀の浄土に往生できるようにと願うこと
が往相回向であるとする。

親鸞は、往相回向も還相回向もともに、阿弥陀仏によって回向された他力によるものであるとして、自分の力をたのんで善行功徳を行じる自力を排し、すべてが阿弥陀仏の本願力によるものであるとした。

## 教行信証
つつしんで浄土真宗を案ずるに、二種の回向あり。一つには往相、二つには還相なり。往相の回向について真実の教・行・信・証あり。（『教行信証』）
とある。それぞれを、親鸞は次のように説明している。

### 教
それ真実の教を顕さば、すなはち大無量寿経これなり。この経の大意は、弥陀、誓を超発して、広く法蔵を開きて、凡小を哀れんで選んで功徳の宝を施することを致す。釈迦、世に出興して、道教を光闡して、群萌を拯ひ恵むに真実の利をもつてせんと欲すなり。ここをもつて如来の本願を説きて経の宗致とす、すなはち仏の名号をもつて経の体とするなり。

### 行
つつしんで往相の回向を案ずるに、大行あり、大信あり。大行とはすなはち無碍光如来の名を称するなり。この行はすなはちこれもろもろの善法を摂し、もろもろの徳本を具せり。極速円満す、真如一実の功徳宝海なり。ゆゑに大行と名づく。しかるにこの行は大悲の願（第十七願）より出でたり。すなはちこれ諸仏称揚の願と名づく、また諸仏称名の願と名づく、また諸仏咨嗟の願と名づく、また往相回向の願と名づくべし、また選択称名の願と名づくべきなり。

### 信
つつしんで往相の回向を案ずるに、大信あり。大信心はすなはちこれ長生不死の神方、欣浄厭穢の妙術、選択回向の直心、利他深広の信楽、金剛不壊の真心、易往無人の浄信、心光摂護の一心、希有最勝の大信、世間難信の捷径、証大涅槃の真因、極速円融の白道、真如一実の信海なり。この心すなはちこれ念仏往生の願（第十八願）より出でたり。この大願を選択本願と名づく、また本願三心の願と名づく、また至心信楽の願と名づく、また往相信心の願と名づくべきなり。しかるに常没の凡愚、流転の群生、無上妙果の成じがたきにあらず、真実の信楽まことに獲ること難し。なにをもつてのゆゑに、いまし如来の加威力によるがゆゑなり、博く大悲広慧の力によるがゆゑなり。たまたま浄信を獲ば、この心顛倒せず、この心虚偽ならず。ここをもつて極悪深重の衆生、大慶喜心を得、もろもろの聖尊の重愛を獲るなり。

### 証
つつしんで真実の証を顕さば、すなはちこれ利他円満の妙位、無上涅槃の極果なり。すなはちこれ必至滅度の願（第十一願）より出でたり。また証大涅槃の願と名づくるなり。しかるに煩悩成就の凡夫、生死罪濁の群萌、往相回向の心行を獲れば、即のときに大乗正定聚の数に入るなり。正定聚に住するがゆゑに、かならず滅度に至る。かならず滅度に至るはすなはちこれ常楽なり。常楽はすなはちこれ畢竟寂滅なり。寂滅はすなはちこれ無上涅槃なり。無上涅槃はすなはちこれ無為法身なり。無為法身はすなはちこれ実相なり。実相はすなはちこれ法性なり。法性はすなはちこれ真如なり。真如はすなはちこれ一如なり。しかれば弥陀如来は如より来生して、報・応・化、種種の身を示し現じたまふなり。

## 他力
以上のように、凡夫が浄土に往生する相（すがた）を、教・行・信・証とで説明する。教とは『仏説無量寿経』に説かれる阿弥陀仏の発願の経緯と、その願そのものと、仏の智慧と慈悲によってすべてが回向されていることを明かす。行とは、凡夫が往生のために行う行ではなく、阿弥陀仏が行じ終わってその功徳を凡夫に回向するとする。信も、凡夫が阿弥陀仏を信じるのではなく、本願の力によって信が凡夫に回向されるものであり、証もまた阿弥陀仏によって仕上げられたものであり、それが回向されるとみるのである。
このように、教行信証すべてが阿弥陀仏によって仕上げられて、それが凡夫に回向されていると見ることから、他力回向といい、他力本願と言うのである。